# Vorma
Vorma ist ein Fluss in Norwegen, der bei Minnesund den Abfluss des Mjøsa-See bildet und bei Årnes in die Glomma mündet. 
Der Name Vorma wird vom altnordischen varma (warm) abgeleitet und darauf zurückgeführt, dass der Fluss relativ warm ist und im Winter selten zufriert – im Gegensatz zu anderen Flüssen wie der Glomma und dem Lågen im Gudbrandsdal. Am Zusammenfluss von Vorma und Glomma zwischen Årnes und Vormsund liegt der Funnefoss, ein 10 m hoher Wasserfall der Glomma.